# Erlebnis Eiszeit

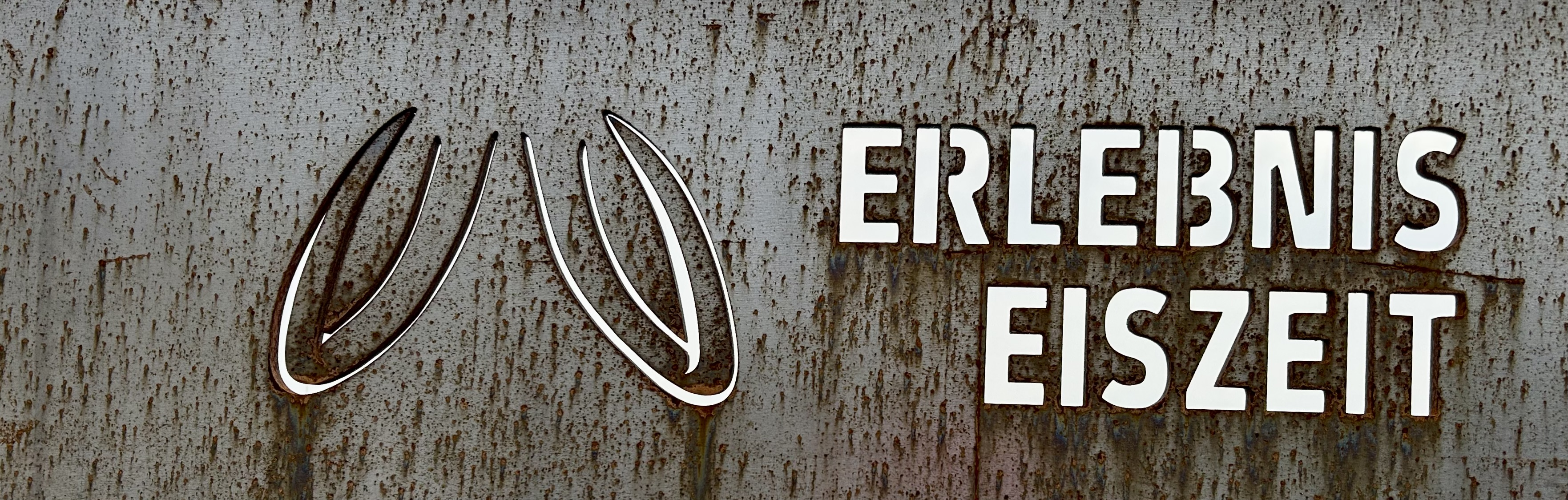
Logo

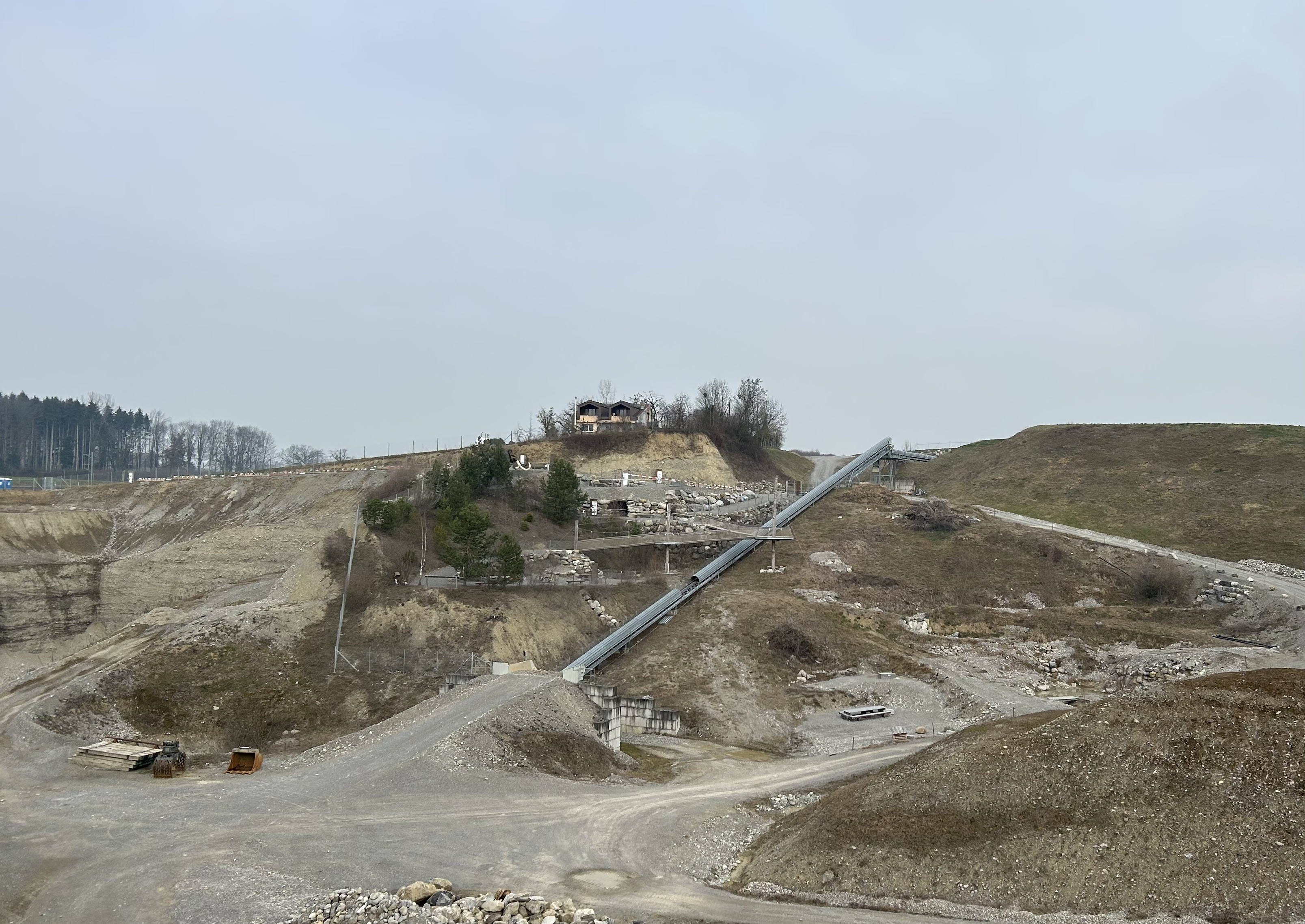
Blick auf den Park unterhalb des Hauses

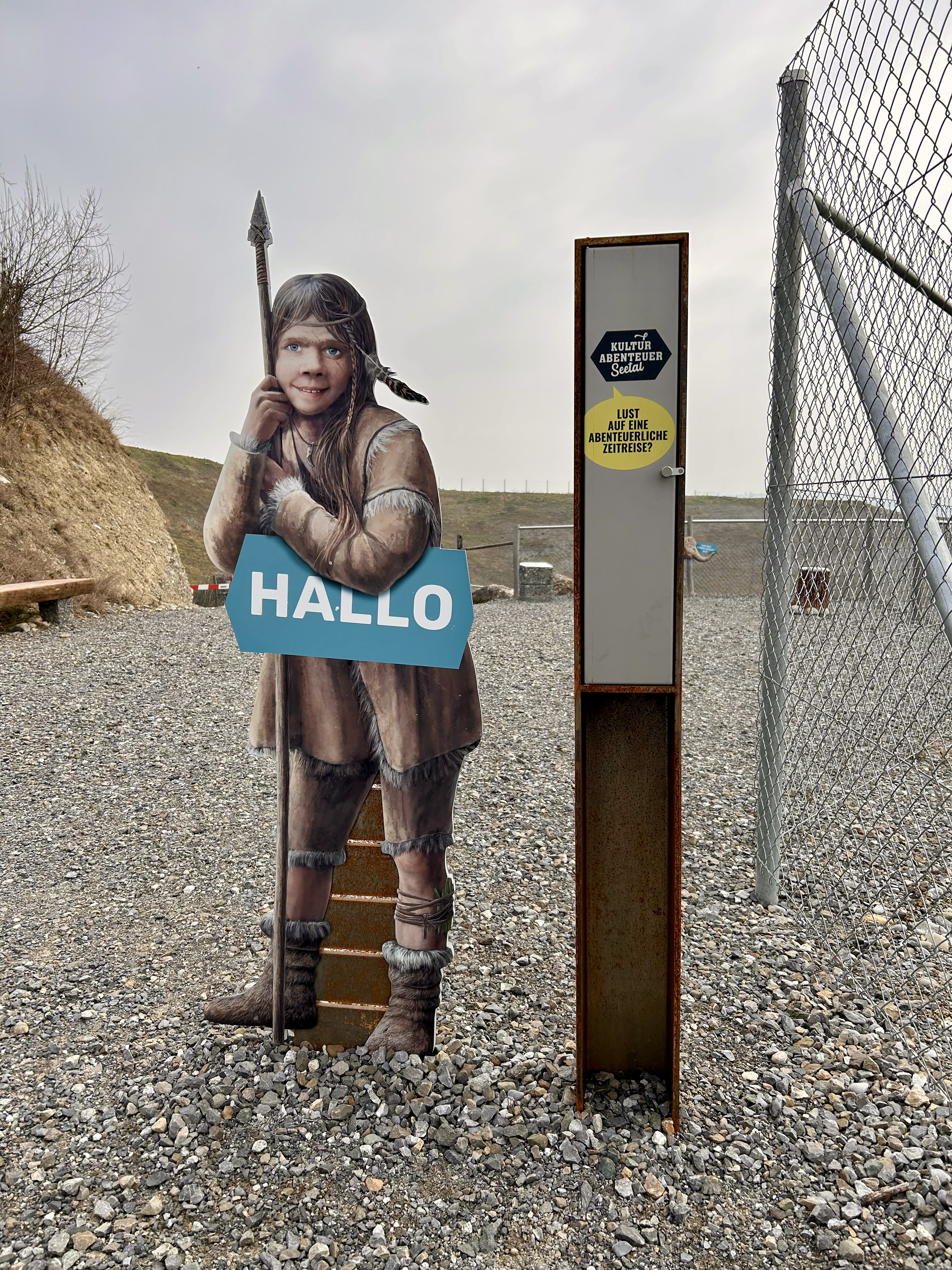
Begrüssungsfigur: Neandertalermädchen Ona

Die Anlage Erlebnis Eiszeit liegt zwischen den Dörfern Ballwil und Eschenbach im Kanton Luzern in der Schweiz. Sie informiert über die letzte Eiszeit und das Leben von Menschen und Tieren in der Landschaft im Norden Luzerns vor gut 80'000 Jahren. Der Park ist tagsüber immer geöffnet, ein Eintritt wird nicht erhoben.

## Lage
Der Park liegt in einer stillgelegten Zone am Rand einer grossen Kiesgrube, in der noch immer Kies abgebaut wird. Er ist ab den Bahnhöfen Ballwil und Eschenbach zu Fuss in gut 20 Minuten erreichbar. Parkplätze vor Ort gibt es nicht.

## Das Seetal
Das Seetal, in dem Ballwil und Eschenbach liegen, war vor 85’000 Jahren eine tundraartige Steppe in einer weiten Schotterebene. Die Ebene entstand im Vorfeld des vorrückenden Reussgletschers, der grosse Geröll- und Sandmengen aus den Alpen mit sich brachte. Die Schmelzwasserflüsse lagerten das Material in einer bis zu 30 Meter mächtigen Schicht im Seetal ab. Die Landschaft war geprägt von Gräsern, Kräutern und vereinzelten niedrigen Bäumen. Mammuts, Wollhaarnashörner, Rentiere und Moschusochsen suchten nach Nahrung, Raubtiere wie Wölfe und Füchse profitierten vom grossen Angebot an Beutetieren.
Spuren von menschlichem Leben aus jener Zeit kamen im Seetal keine zum Vorschein; falls sich hier jemals Menschen aufgehalten haben sollten, wurden ihre Spuren im Lauf der Jahrtausende durch Schmelzwasserflüsse und Geschiebe zerstört und weggeschwemmt. Die ältesten Spuren von Menschen in der Region stammen aus der Pfahlbausiedlung am Wauwilermoos, sie sind rund 16‘000 Jahre alt.

## Die Kiesgrube

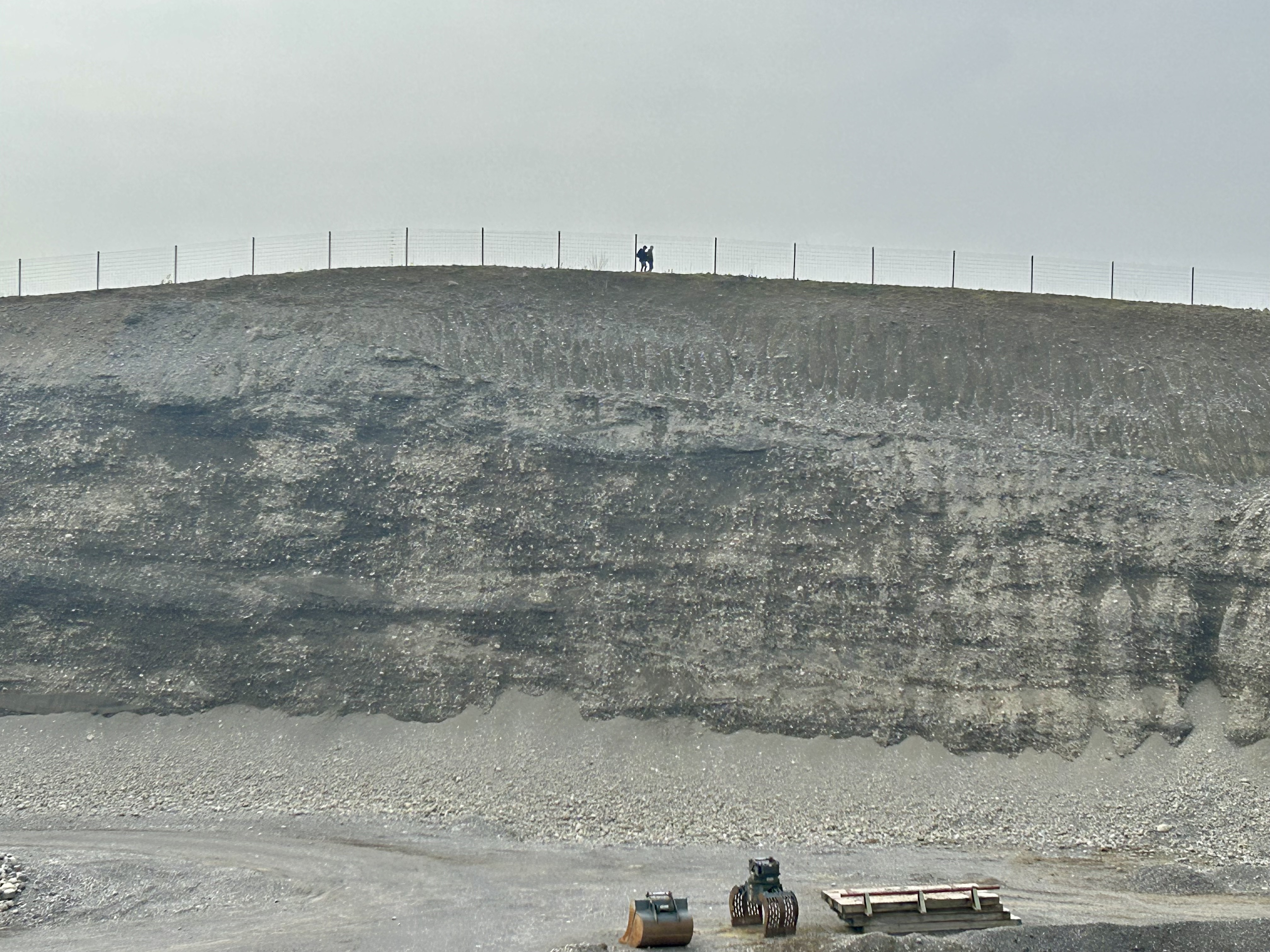
Blick nach Süden

Die eiszeitlichen Schottermassen wurden von den vorrückenden Gletschern mehrmals überfahren. Über Ballwil und Eschenbach war das Eis der Gletscher zeitweise mehrere hundert Meter mächtig. Die Eismassen pressten die nur lose aufgeschütteten Gerölle und Sande zusammen, der verkittete Schotter wurde kompakt und sehr stabil. Diese Verdichtung ist auch der Grund für die praktisch senkrechten Kieswände: Nur Verwitterung durch Frost oder über die Kieswände hinabstürzendes Wasser können die Wände erodieren. Zusätzlich strömte in den vergangenen Jahrtausenden Wasser in die Sedimente. Die darin gelösten Mineralien fällten aus und zementierten die losen Gerölle zusammen.
Seit 1924 werden die wertvollen Schotter abgebaut. Heute ist die Grube auch ein Refugium für bedrohte Tier- und Pflanzenarten.

## Der Park
Den Ausschlag zur Gestaltung eines Themenparks gaben mehrere Funde von Mammutzähnen; seit der Jahrtausendwende wurden in den Kiesgruben von Eschenbach und Ballwil bisher insgesamt sechs bis 85'000 Jahre alte Stosszähne gefunden.
Zahlreiche Themen aus der Eiszeit wie Klimageschichte, Geologie, Botanik, Zoologie können hier auf kleinem Raum gezeigt werden. Tafeln informieren über die verschiedenen Bereiche. Die Spuren der vorrückenden und sich zurückziehenden Gletscher in der letzten Eiszeit lassen sich an den Schichten an den Schotterwänden der Kiesgruben ablesen. Pilatus und Rigi im Hintergrund zeigen die Herkunft der ins Mittelland vorstossenden Gletscher. 
Eine frühere Ausstellung in der Kiesgrube wurde 2021 durch eine neue Installation ersetzt. Der heutige Park ist eine Co-Produktion der Kantonsarchäologie Luzern, der Pädagogischen Hochschule Luzern und der Kiesgrubenbetreiberin Lötscher Kies + Beton AG Ballwil. Die Realisation von «Erlebnis Eiszeit» ermöglichten Beträge von Stiftungen, Fonds und zahlreichen Einzelpersonen. Ein geplanter Holzpavillon konnte aus finanziellen Gründen nicht realisiert werden. Stattdessen wurde aus Beton eine Höhle erstellt, in der die Fundstelle des 2006 gefundenen Mammutzahnes und eine Kopie des Zahns dargestellt sind.
Der Betrieb des Parks ist auf zehn Jahre begrenzt. Alle Bauten werden danach rückgebaut oder verschoben, je nach Abbau- und Rekultivierungsstand im Kieswerk.
Das Projekt ist Teil von «Kulturabenteuer Seetal», wo an vier Orten im Seetal Geschichte anschaulich erlebbar gemacht wird. Bereits eröffnet sind die Ruine Lieli und der römische Gutshof in Ottenhusen.

## Der Mammutzahn
Am 15. September 2006 fand der Maschinist Edgar Wirz einen sehr gut erhaltenen und praktisch vollständigen Stosszahn eines Mammuts. Er stammt von einem etwa 40-jährigen Bullen, hat bei einem Umfang von 46 Zentimeter eine Aussenlänge von 2,25 Meter und mass ursprünglich 50 Kilogramm. An der Innenseite der Zahnspitze sind Abnützungsspuren sichtbar: Die Stosszähne dienten dem Mammut auch als Werkzeug bei der Nahrungssuche und als Waffe. Die Sedimente, in denen der Zahn gefunden wurde, wurden in der letzten Kaltzeit vor etwa 85’000 Jahren abgelagert. Damit gehört der Zahn zu den ältesten Mammutfunden, die in der Schweiz gefunden wurden. Der echte Zahn ist im Natur-Museum Luzern ausgestellt.

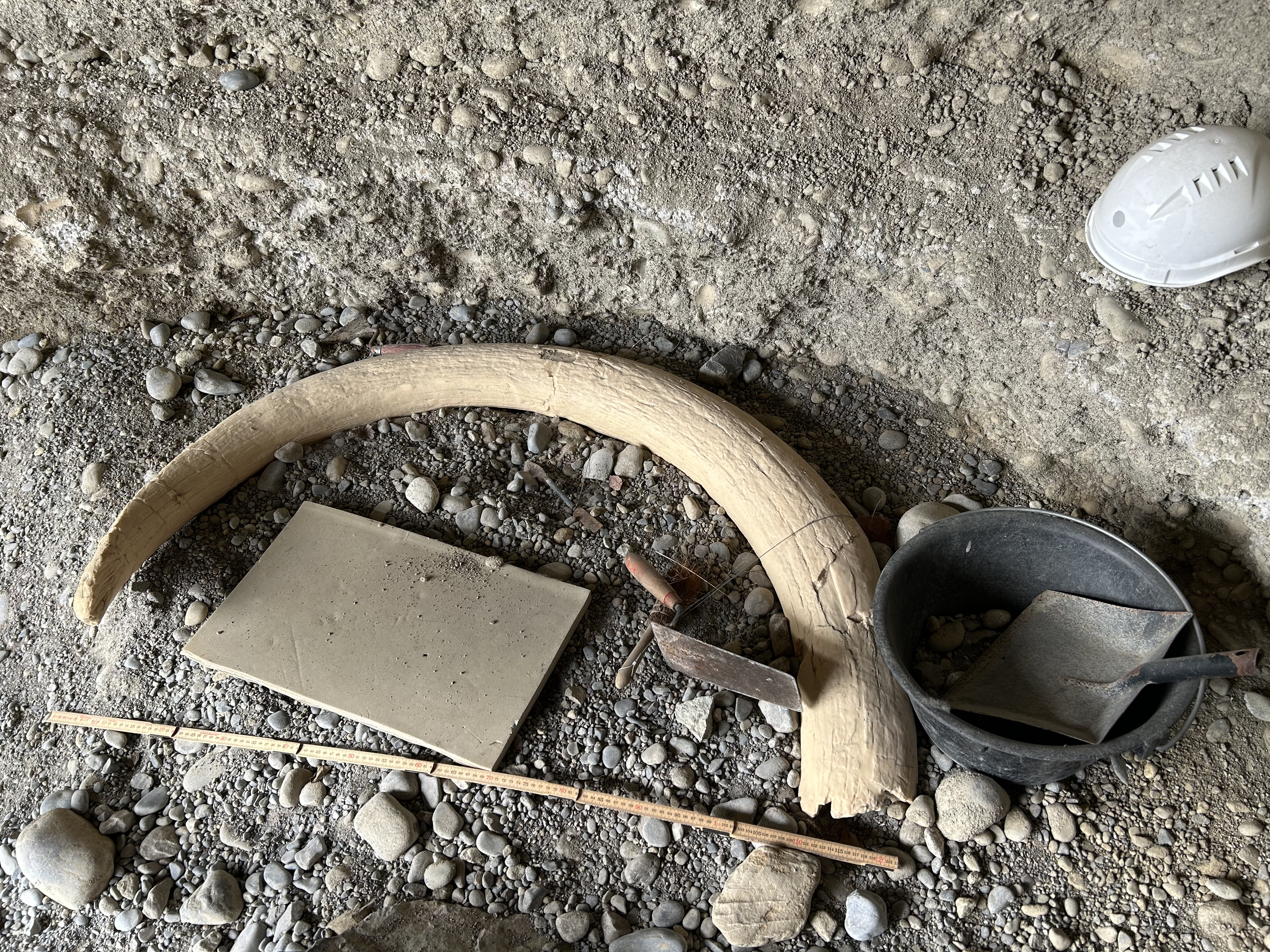
Nachbau der Fundstelle des Zahns
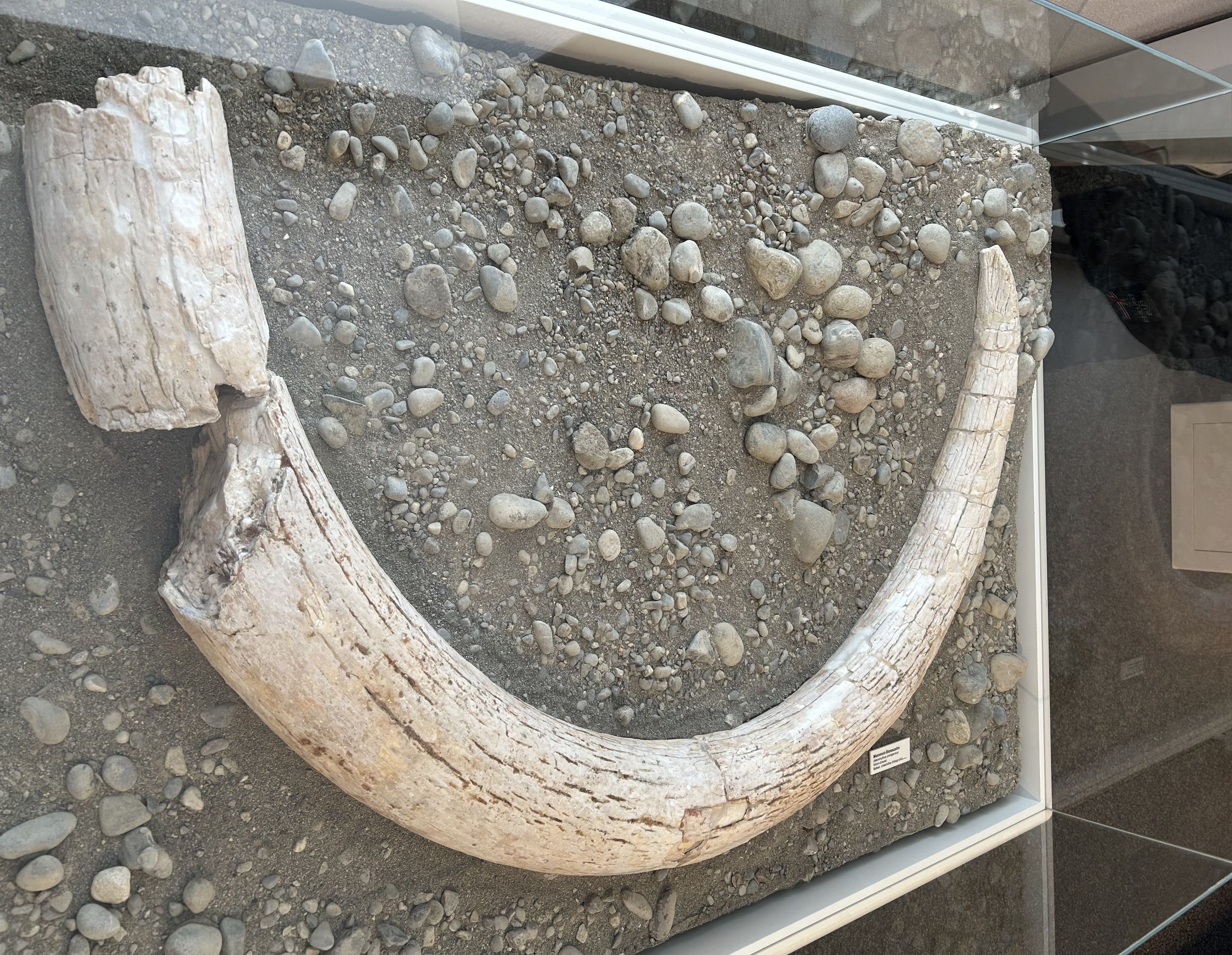
Originaler Zahn im Natur-Museum Luzern
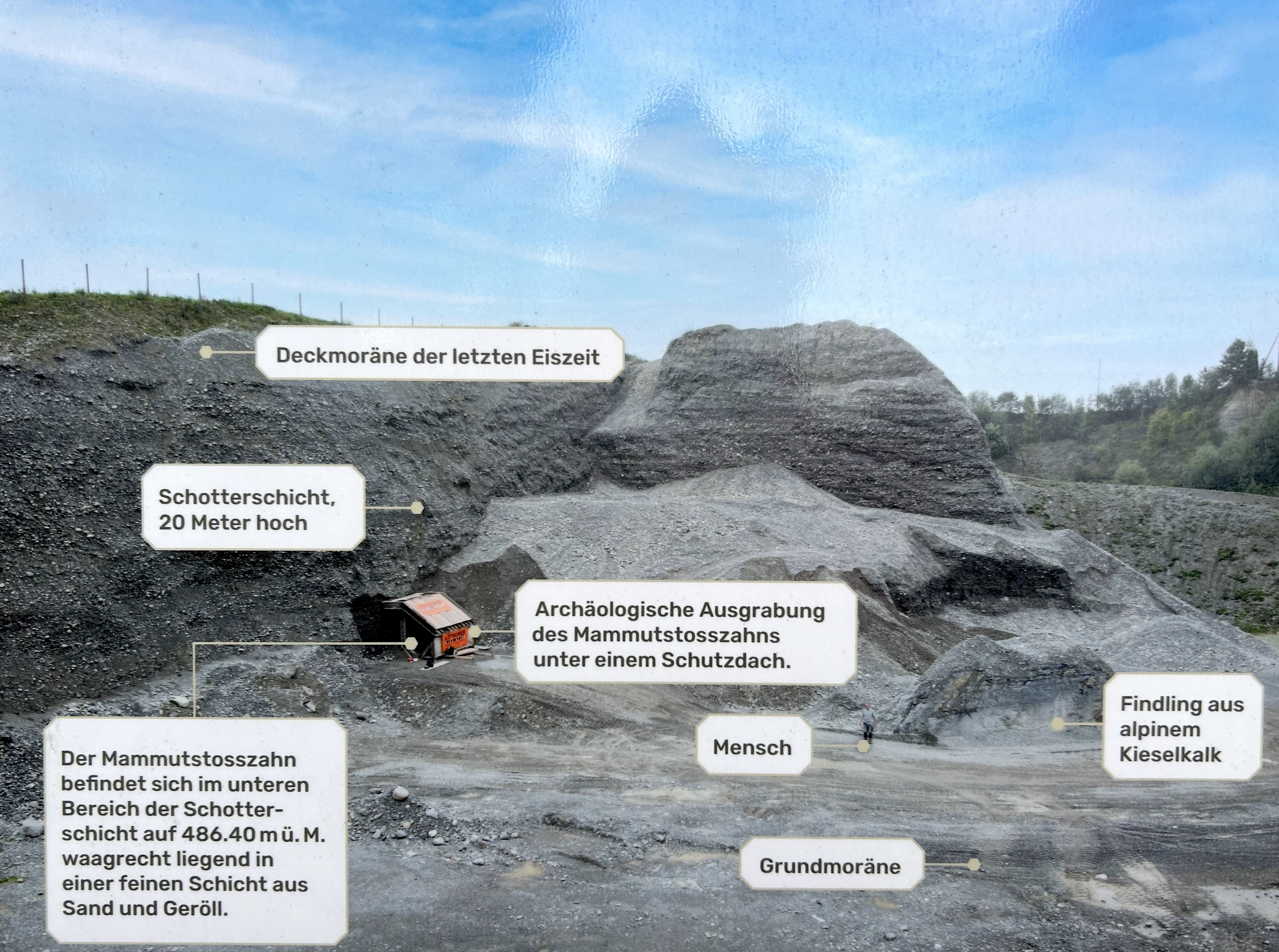
Lageplan

## Angebot
Gezeigt wird neben einem lebensgrossen Kunststoff-Mammut auch eine Kopie des in der Kiesgrube gefundenen Mammutzahns. 
Die Besucher werden aktiv einbezogen: Es darf gerätselt, berührt, ausprobiert und geforscht werden. Kinder können Fragen beantworten bzw. die Antworten auf den Infotafeln suchen oder mit Hammer und Meissel verschieden harte Steinarten bearbeiten. Ein Picknickplatz mit Grillstelle steht zur Verfügung. Eine Plattform auf einem Wipfelpfad bietet eine gute Übersicht über die Grube.
Im Zugangsbereich werden 52 Bohrkerne von Steinen gezeigt, die in der Schweiz vorkommen bzw. abgebaut werden. Auf Infotafeln werde sie beschrieben, ihre Abbauorte sind auf einer Schweizerkarte eingezeichnet. Auch verschiedene Findlinge werden beschrieben. Für Schulklassen gibt es im Kieswerk einen räumlich getrennten Bereich zum Thema «Eiszeitliche Schotter».
Auf der Onlineplattform entdecke.lu.ch steht ein von der Pädagogischen Hochschule Luzern in Zusammenarbeit mit der Kantonsarchäologie Luzern entstandenes Lehrmittel für den Besuch in der Kiesgrube zur Verfügung. Die Kantonsarchäologie bietet Führungen durch den Eiszeitpark an.

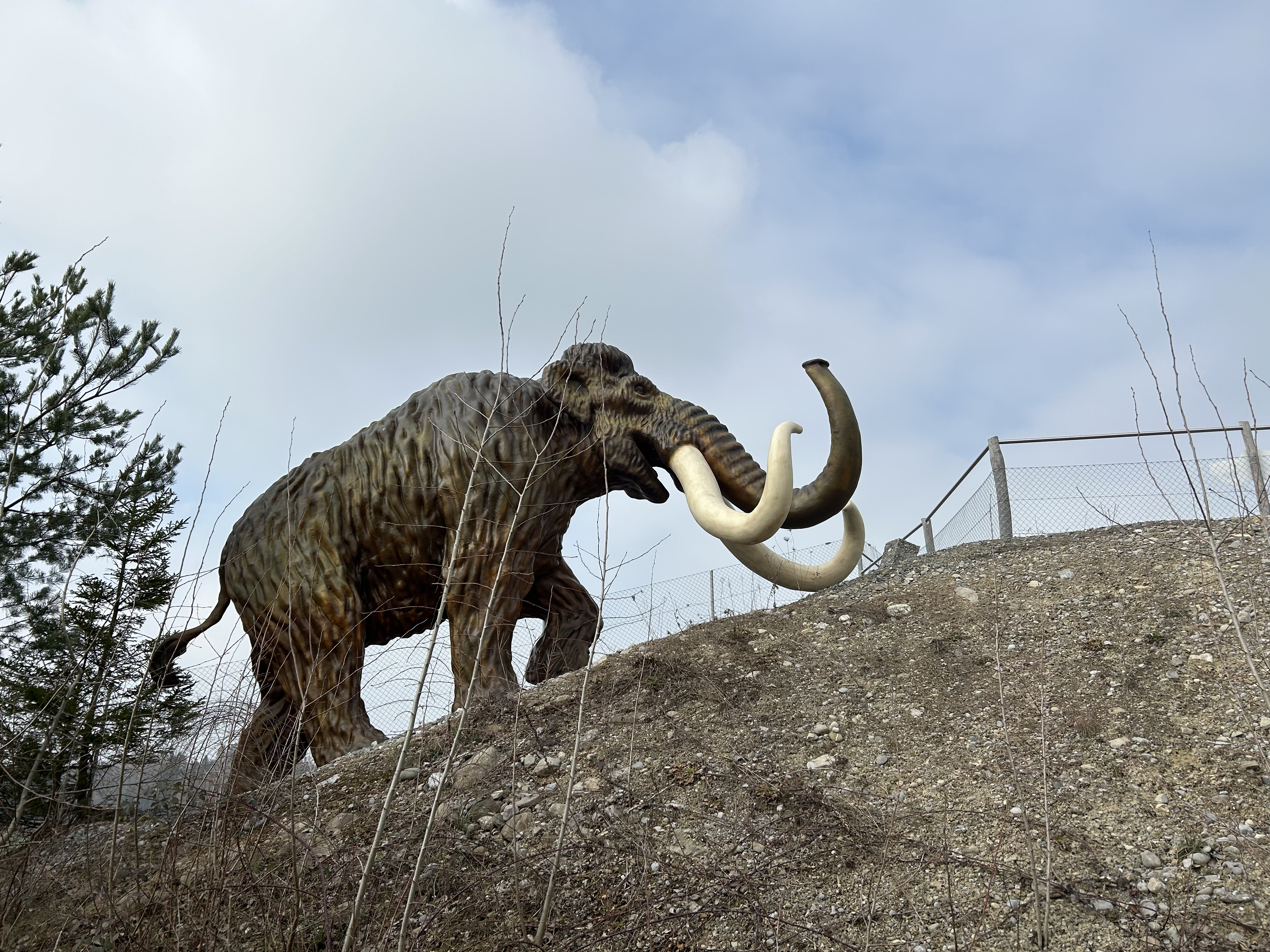
Lebensgrosser Nachbau
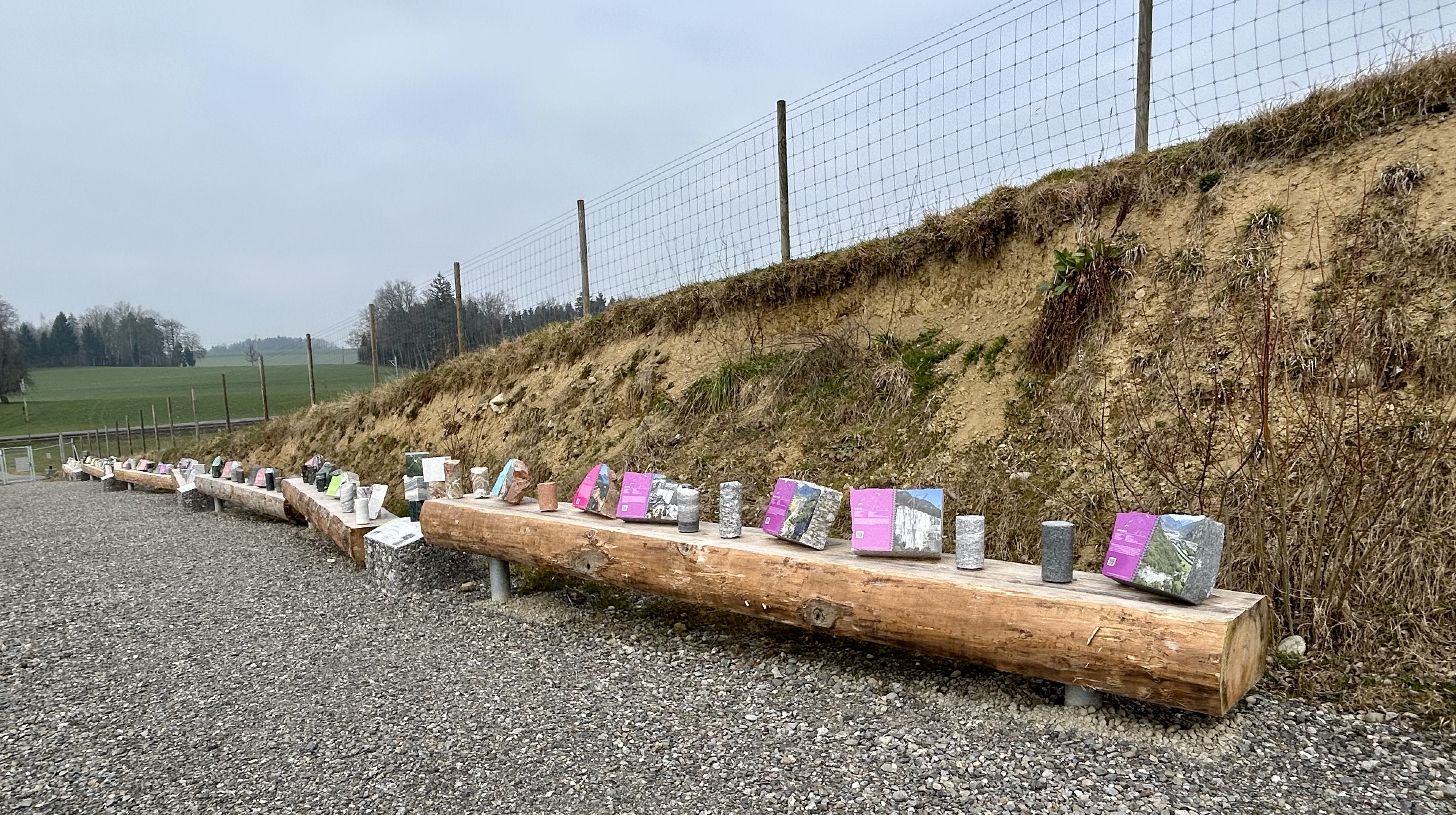
52 Steinarten
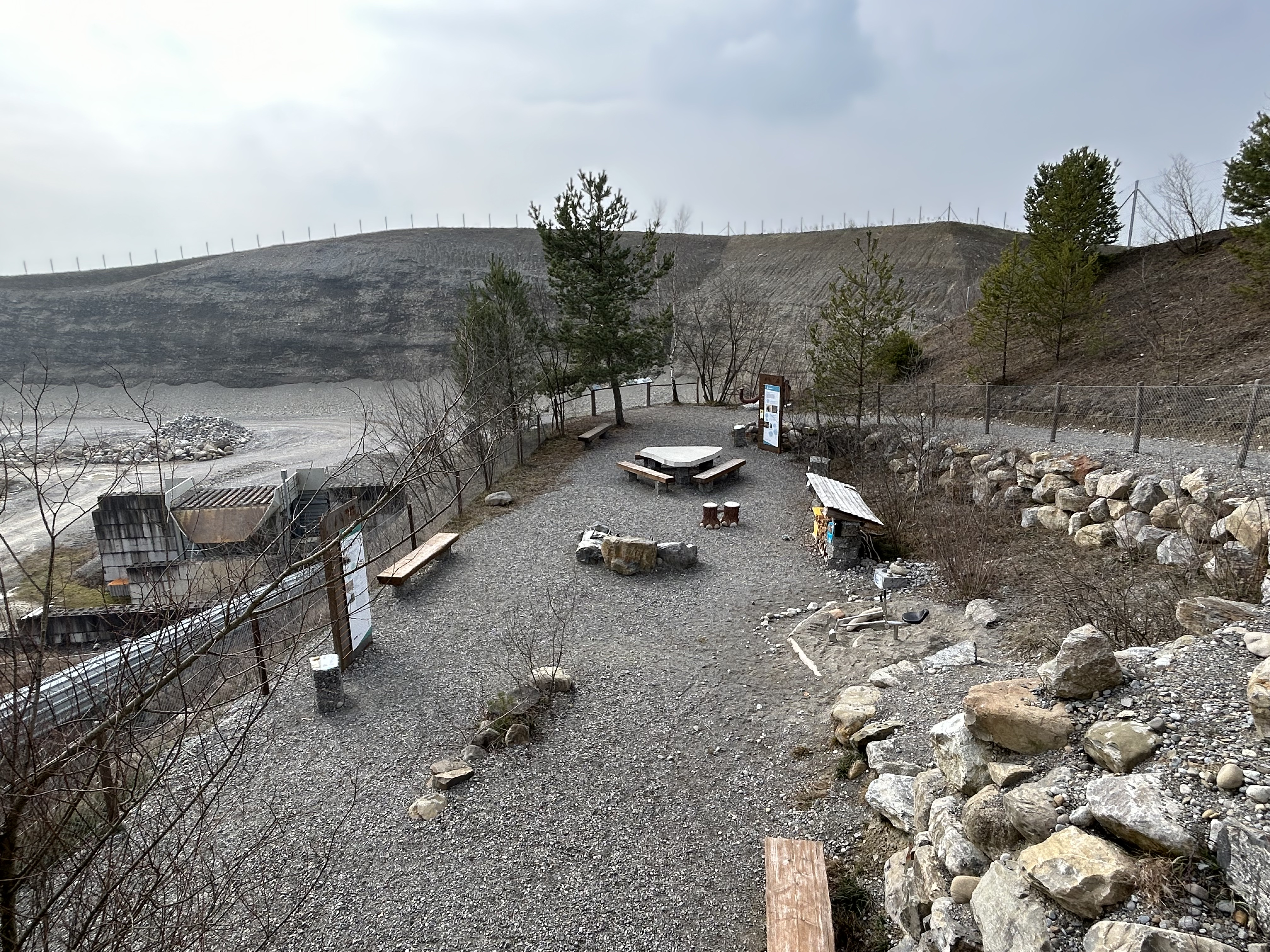
Picknickplatz
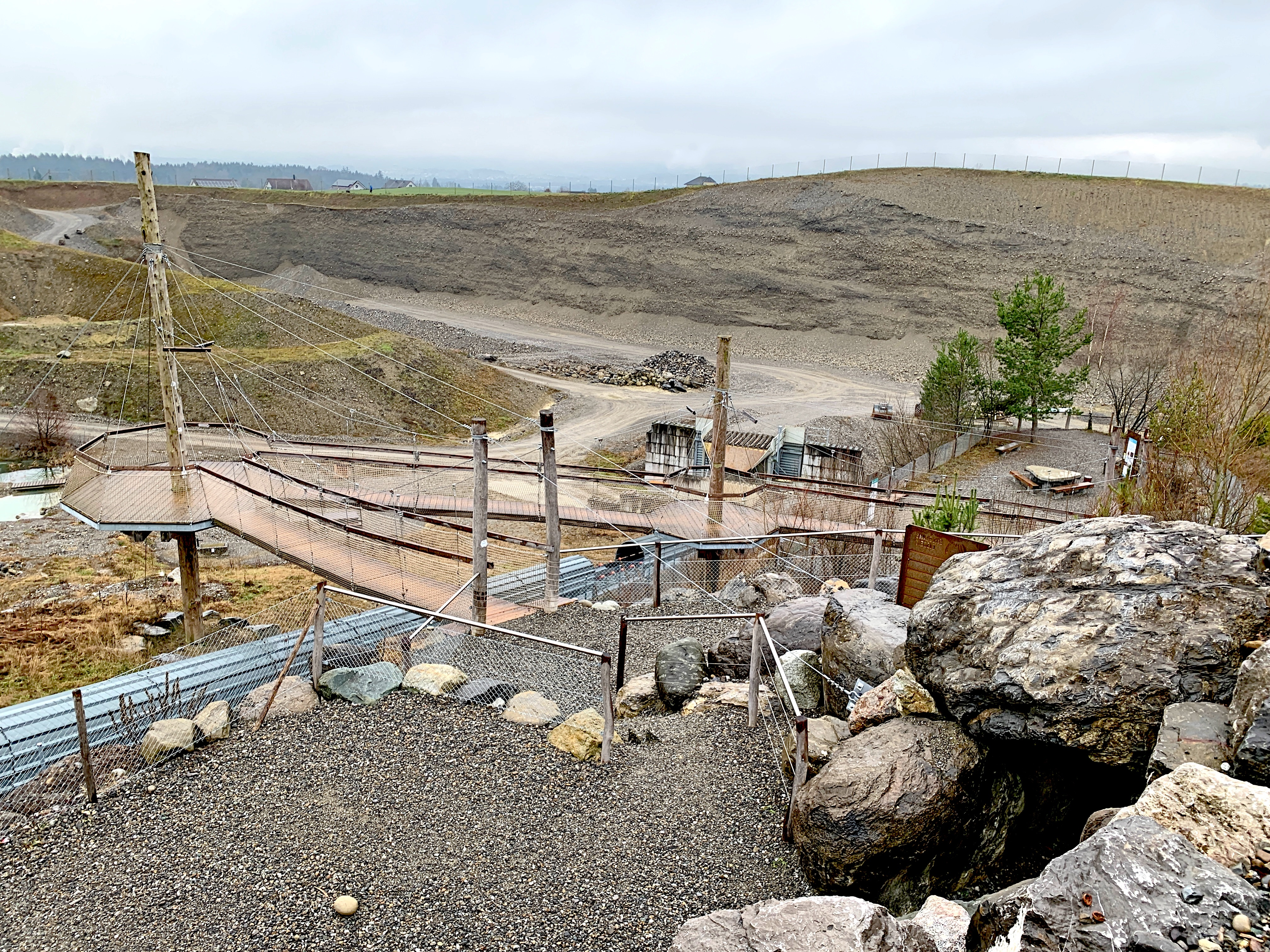
Wipfelpfad
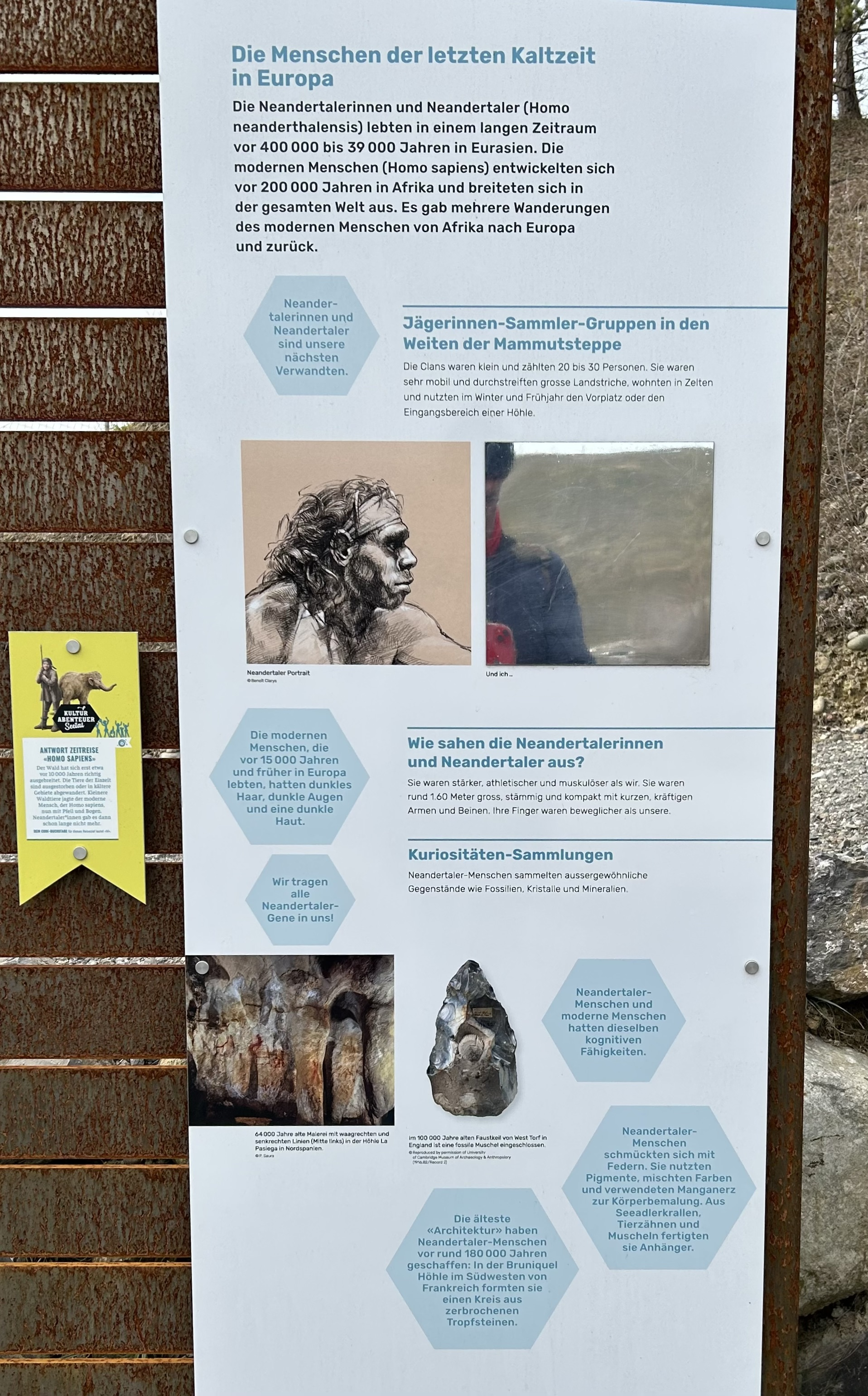
Infotafel «Menschen in der Eiszeit»

## Einzelnachweise

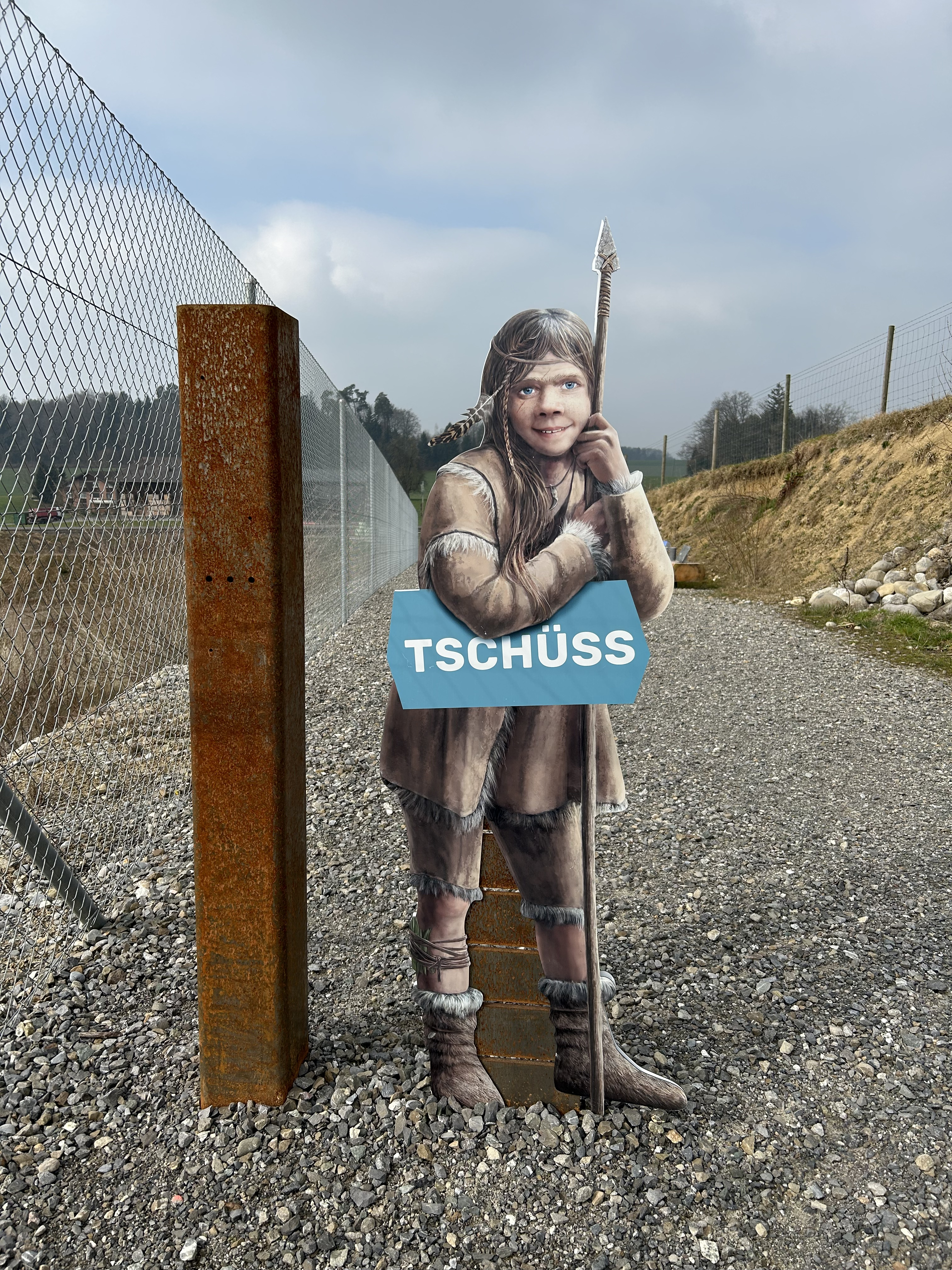
«Tschüss»